# Affin koordináták

## Affin koordináták véges dimenziós euklideszi térben
Az affin koordináta fogalma az affin geometria tárgykörébe tartozik, de értelmezhető euklideszi terekben is. A hagyományos {\displaystyle \mathbb {E} } euklideszi tér is könnyedén vektortér struktúrájúvá tehető, ha rögzítünk egy O pontot, az origót, és tetszőleges {\displaystyle P\in E} pontot azonosítjuk a {\displaystyle {\underline {p}}={\vec {O\!P}}} helyvektorral. 
Definíció: Legyenek adottak a {\displaystyle \left(B_{i}\right)_{i\in (1,2,\cdots ,n)}=\left(B_{1},B_{2},\cdots ,B_{n}\right)\in E^{n}}  pontok  – a B elnevezés arra utal, hogy ezek a bázispontok.
Ha vannak olyan {\displaystyle \left(\alpha _{i}\right)_{i\in (1,2,\cdots ,n)}=\left(\alpha _{1},\alpha _{2},\cdots ,\alpha _{n}\right)\in \mathbb {R} ^{n}} valós számok – skalárok vagy együtthatók – melyekre teljesül valamely  {\displaystyle P\in E} pont esetén, hogy P a bázispontok fenti együtthatókkal vett affin kombinációja legyen, azaz 

rövidebben írva (ha az O pont rögzítve van, egyértelmű, nem változik)

akkor az {\displaystyle \left(\alpha _{i}\right)_{i\in \left\{1,2,\cdots ,n\right\}}=\left(\alpha _{1},\alpha _{2},\cdots ,\alpha _{n}\right)} együtthatókat (ti. ezek fenti rendezett n-esét) a P pontok affin koordinátáinak nevezzük a {\displaystyle \left(B_{1},B_{2},\cdots ,B_{n}\right)} bázispontokra nézve.

Megjegyzés I. : Az előbbi definícióban a B_{i} pontok köré írt zárójel nem hagyható el és nem cserélhető kapcsos zárójelre, mivel a bázispontok itt nem halmazt, hanem rendezett n-est kell hogy alkossanak, az affin koordináták ebben az értelemben függnek a bázispontok sorrendjétől;

Megjegyzés II. : Nem nehéz belátni, hogy tetszőleges véges dimenziós euklideszi térben viszont az affin koordináták függetlenek a kezdőpont megválasztásától;

Megjegyzés III. : Az affin kombináció szócikkben részletesen is foglalkoztunk azzal, hogy n dimenziós euklideszi térben pontosan n+1 független bázispont kell ahhoz, hogy minden pont előállítható legyen ezek egy affin kombinációjaként, azaz ennyi független bázispont teljesen „bekoordinátázza” a teret, mégpedig úgy, hogy a kérdéses koordináták egyértelműek.

## Lásd még
- Affin geometria
- Affin kombináció
- Affin transzformáció